# Trockenschrank

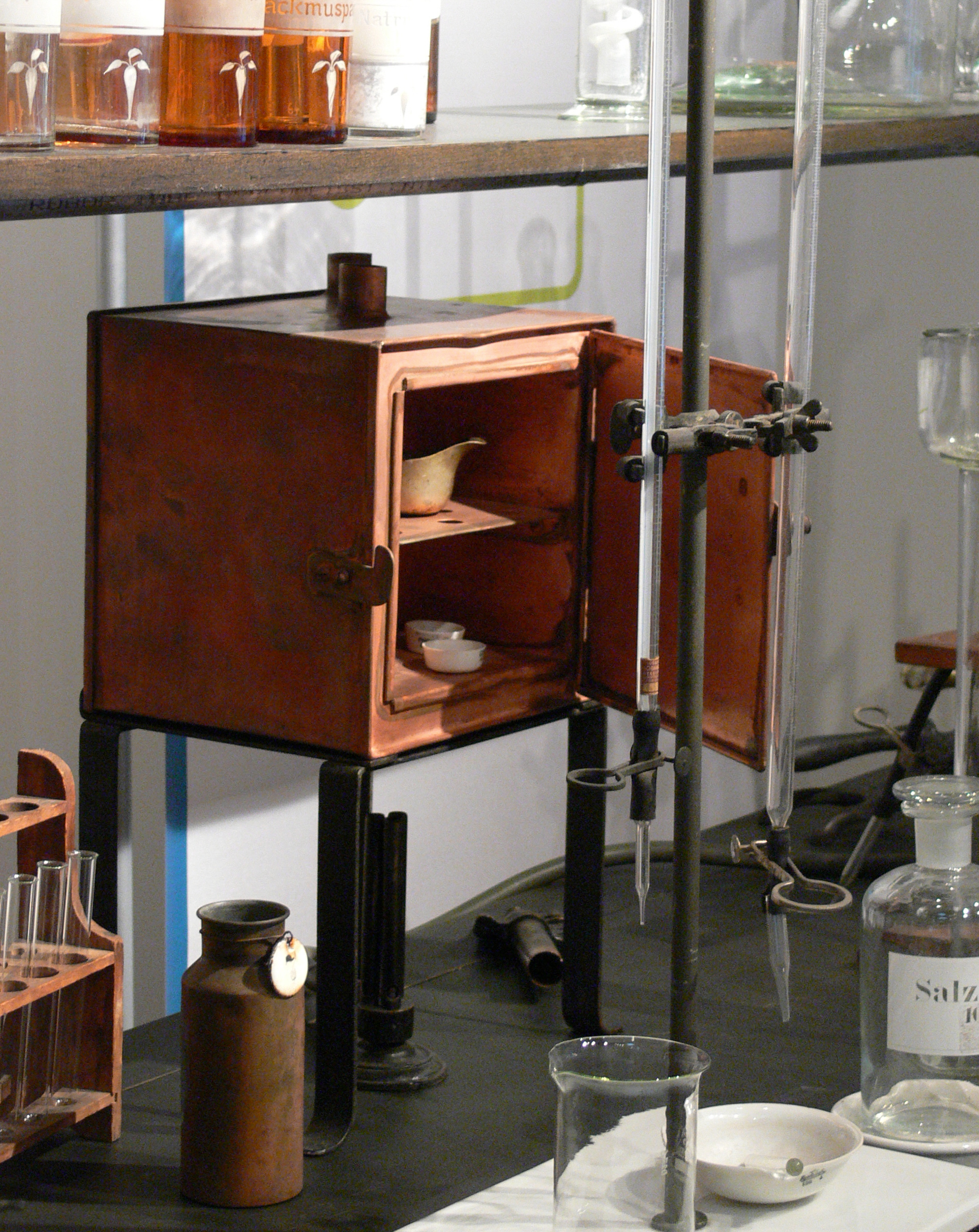
Historischer Trockenschrank aus Kupfer, beheizbar mittels Bunsenbrenner

Ein Trockenschrank (auch: Trocknungsschrank oder Trockenlagerschrank) ist eine Vorrichtung zur Entfeuchtung eines Gegenstandes, meist über die Entfeuchtung der Luft, unter Einsatz von hygroskopischen Materialien (Sorbenzien). Trockenschränke werden für Temperaturbereiche von Raumtemperatur bis etwa 250 °C angeboten. Die Größe reicht von 30 Liter Inhalt bis zu einigen hundert Litern oder ganzen Räumen, sogenannten Dry Rooms.
Die Ausführung als Klimaschrank ermöglicht die Lagerung von z. B. Lebensmitteln oder Materialproben unter definierten Temperatur- und Feuchtebedingungen.

## Einsatzbereiche
- Bibliotheken und Archive: Zum Schutz von Medien wie Mikrofilme, Aufnahmemedien, CDs, DVDs oder Alben.
- Dörren: Konservierung von Lebensmitteln durch Wasserentzug.
- Elektronikindustrie: Feuchtigkeitsempfindliche Bauteile (MSD) wie Keramikkondensatoren, QFPs, BGAs, LEDs, OSP-beschichte Leiterplatten. Ideale Lagerung unter 5 % relative Feuchte.
- Forensik: Trockenschränke werden zur Wiederherstellung von durch Feuchtigkeit zerstörter DNA eingesetzt.
- Industrie: Metallwerkzeuge und feine Keramikflussmittel.
- Laboratorien: Experimente, Tabletten, Medizin in Pulverform, Objektträgerproben, empfindliche Instrumente, Impfmittel oder keimende Samen in einer Feuchtigkeits-kontrollierten Umgebung lagern.
- Museen: Antiquitäten, besaitete Instrumente, Schwerter, alte Dokumente ohne Schäden durch Oxidation und Schimmel aufbewahren.
- Optische Industrie: Mikrolinsen, flüssiges Kristallglas, Mikroskoplinsen.
- Privater Einsatz: Für Alben, Kameras, Perlen, Briefmarken, Unterlagen, Taschen, Blumen, Waffen oder Uhren. Im asiatischen Raum werden Trockenschränke schon länger eingesetzt, speziell durch Verbraucher zum Lagern von Lebensmitteln wie Mehl, Zucker und Salz.
- Solarindustrie: Solarzellen (Halbleiter) und die beschichtete Solarfolie sind ebenfalls besonders feuchteempfindlich und müssen daher kontrolliert gelagert werden in einer Umgebung mit unter 5 % relativer Feuchte.

## Trockenmethoden

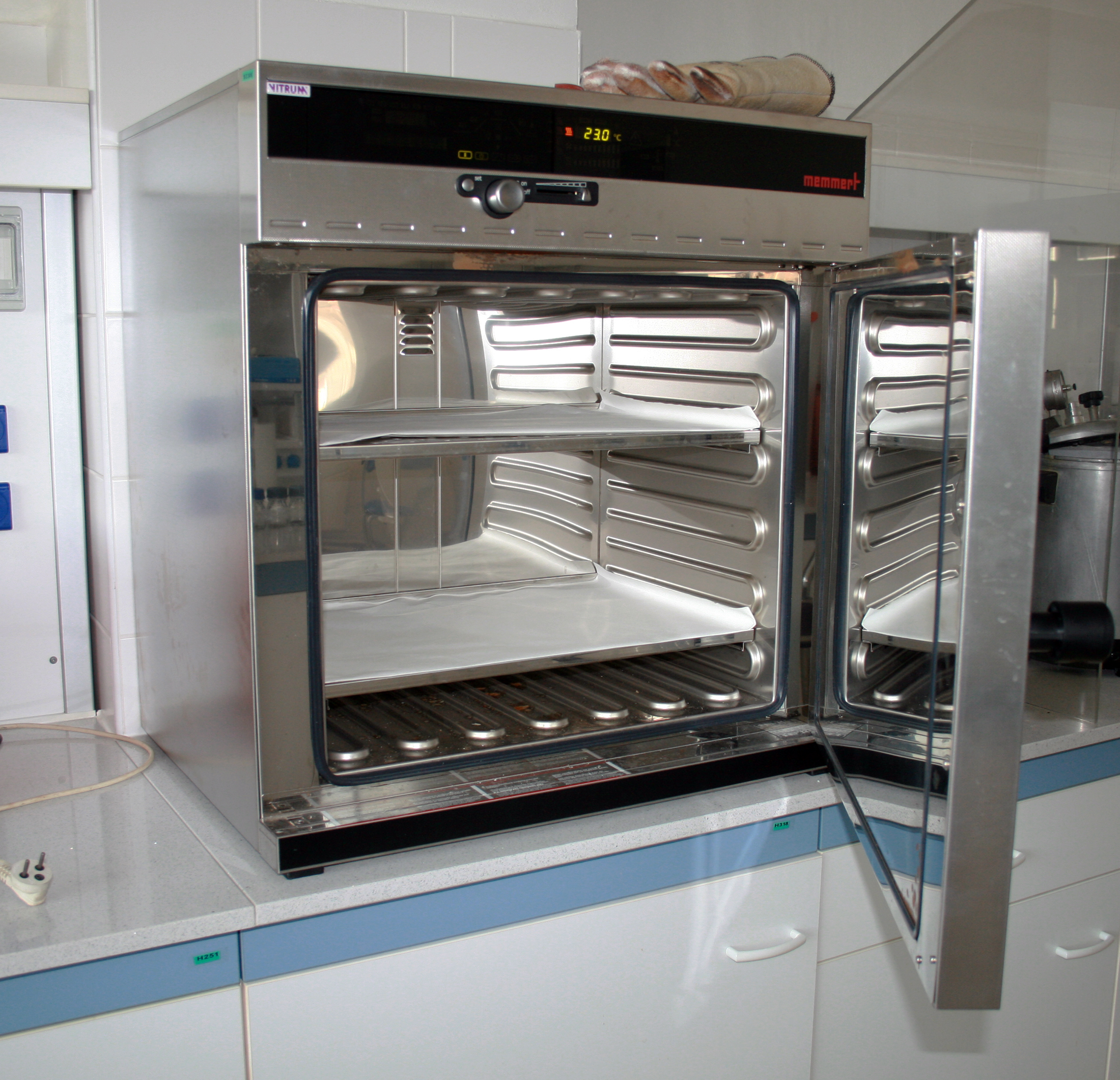
Moderner Labortrockenschrank

### Backverfahren
Aufgebaut sind die meisten Trockenschränke wie ein herkömmlicher Elektro-Backofen. Bei einfachen Modellen kann nur die Temperatur geregelt werden. Bei der Trocknung elektronischer Bauteile nimmt die Benetzbarkeit der Anschlüsse nach dem Backen ab, und die Bauteile sind erheblichem Thermostress ausgesetzt.

### Adsorptionsverfahren
Bei der Adsorptionstrocknung wird entweder mit einem Rotor oder einem Kammersystem zur Entfeuchtung gearbeitet. Die Kammerentfeuchtung arbeitet im Gegensatz zum Rotor in Zeitabschnitten und entfeuchtet daher nicht permanent, hat dafür aber einen geringeren Stromverbrauch, ist dichter und erreicht somit geringere Feuchtegrade.
Zuerst wird die Prozessluft durch einen Behälter mit einer Zeolithschüttung geführt. Dort werden die Wassermoleküle durch Adsorption aus der Prozessluft gefiltert und im Zeolith A gespeichert. Durch zunehmende Sättigung nehmen die hygroskopischen Eigenschaften des Zeolith A ab. Um das Zeolith A zu regenerieren, wird es aus der Prozessluft entfernt und an die Außenluft transportiert. Dies geschieht meist über ein Ventil oder Klappensystem. Dort wird die Feuchtigkeit dann mit erwärmter Luft von ca. 200 °C aus dem Zeolith A getrieben und an die Umgebung abgelüftet. Nach diesem als Regeneration bezeichneten Vorgang wird die Filtereinheit in den Prozessluftstrom zurückgeführt. Mit diesem Verfahren werden bis unter 0,5 % relative Feuchte erreicht.

### Stickstoffverfahren
Der Stickstoff wird eingesetzt, um feuchte Luft, die sich im Schrank befindet, durch Spülen zu verdrängen. Hierfür sind große Mengen von Stickstoff notwendig, da nur durch mehrfachen Austausch des Schrankinhaltes eine entsprechend reine Stickstoffatmosphäre entstehen kann. Danach wird über einen kleinen konstanten Volumenstrom eine Stabilisierung erzielt. Das Verfahren ist sehr energieaufwendig und erzeugt hohe laufende Kosten.

### Sonstige Verfahren
Daneben gibt es Modelle, bei denen zusätzlich der Druck geregelt werden kann (Vakuumtrockenschrank).

## Trockenvorgang
Wird der Prozessluft die Feuchtigkeit auf unter 5 % relative Feuchte entzogen, wird die Dampfdruckdifferenz so groß, dass die Wassermoleküle in den zu trocknenden Gegenständen dessen Adhäsionskräfte überwinden und wieder an die Prozessluft abgegeben werden. Die Gegenstände werden getrocknet.
Bei einer Atmosphäre von 1 bzw. 2 % relative Feuchte bei Raumtemperatur (das entspricht einem Wasserdampfgehalt von weniger als 0,6 g/m³) entsteht faktisch ein „Feuchtevakuum“. Dies führt dazu, dass bereits aufgenommene Feuchtigkeit wieder abgegeben wird. Es findet ein Rücktrocknungsprozess statt. Dieser ist schonend, da die zu trocknenden Objekte keinerlei thermischem Stress ausgesetzt werden und dadurch weder die Gefahr der Oxidation noch die des Innermetallischen Wachstums (bei Bauteilen) besteht.
Die Trocknungszeit kann verkürzt werden, indem man den Prozess thermisch unterstützt. Um Oxidationsprobleme zu vermeiden, ist es zwingend notwendig, dass dieser Prozess ebenfalls in einem „Feuchtevakuum“ stattfindet. Das klassische Tempern bei sehr hohen Temperaturen wird dadurch überflüssig.

## Hintergrund Korrosion und Oxidation
In trockener Atmosphäre gibt es keine Korrosion. Für das Auftreten von Korrosion müssen zwei Voraussetzungen erfüllt sein: Es muss ein Oxidationsmittel und eine wässrige Lösung, die als Elektrolyt wirkt, vorhanden sein. Der Sauerstoff in der Luft bildet das Oxidationsmittel, der Wasserdampf (Luftfeuchtigkeit) den Elektrolyten. Die kritische Grenze, bei der eine Oxidation mit atmosphärischem Sauerstoff stattfindet, liegt je nach Metall oder Legierung bei 40 – 70 %rF. Das bedeutet, dass mehr als 8 Gramm Wasserdampf pro m³ vorhanden sein muss. Die absolute Feuchtigkeit in modernen Trockenlagerschränken liegt bei einer Temperatur von 60 °C und 1 %rF bei weniger als 1,4 g/m³, bei 40 °C bei 0,5 g/m³. Unter diesen Bedingungen kann keine Kathodenreaktion und damit auch keine Oxidation mehr stattfinden. Auf ein Eliminieren des Sauerstoffs, wie bei einem Stickstofflagerschrank, kann verzichtet werden.